# Glacière
Pour l’article ayant un titre homophone, voir Glaciaire.
Pour les articles homonymes, voir Glacière (homonymie).
 (novembre 2017).
Une glacière est une installation fixe (creusée ou bâtie) ou mobile (meuble ou récipient), présentant des propriétés isothermes grâce auxquelles elle permet de maintenir des aliments ou des boissons au froid, ou de fabriquer ou stocker de la glace.

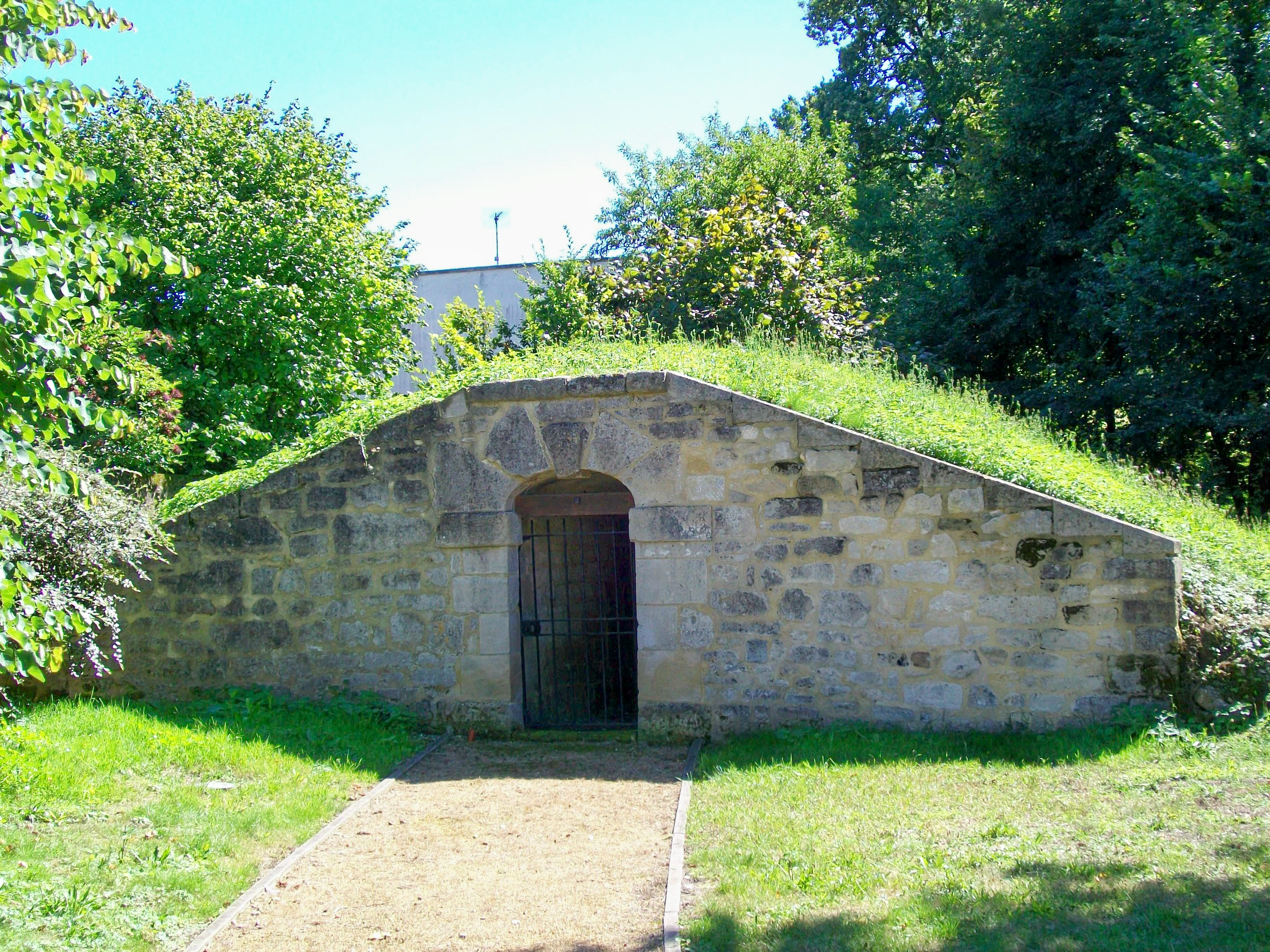
Glacière à Avilly, commune d'Avilly-Saint-Léonard.

## Glacières fixes

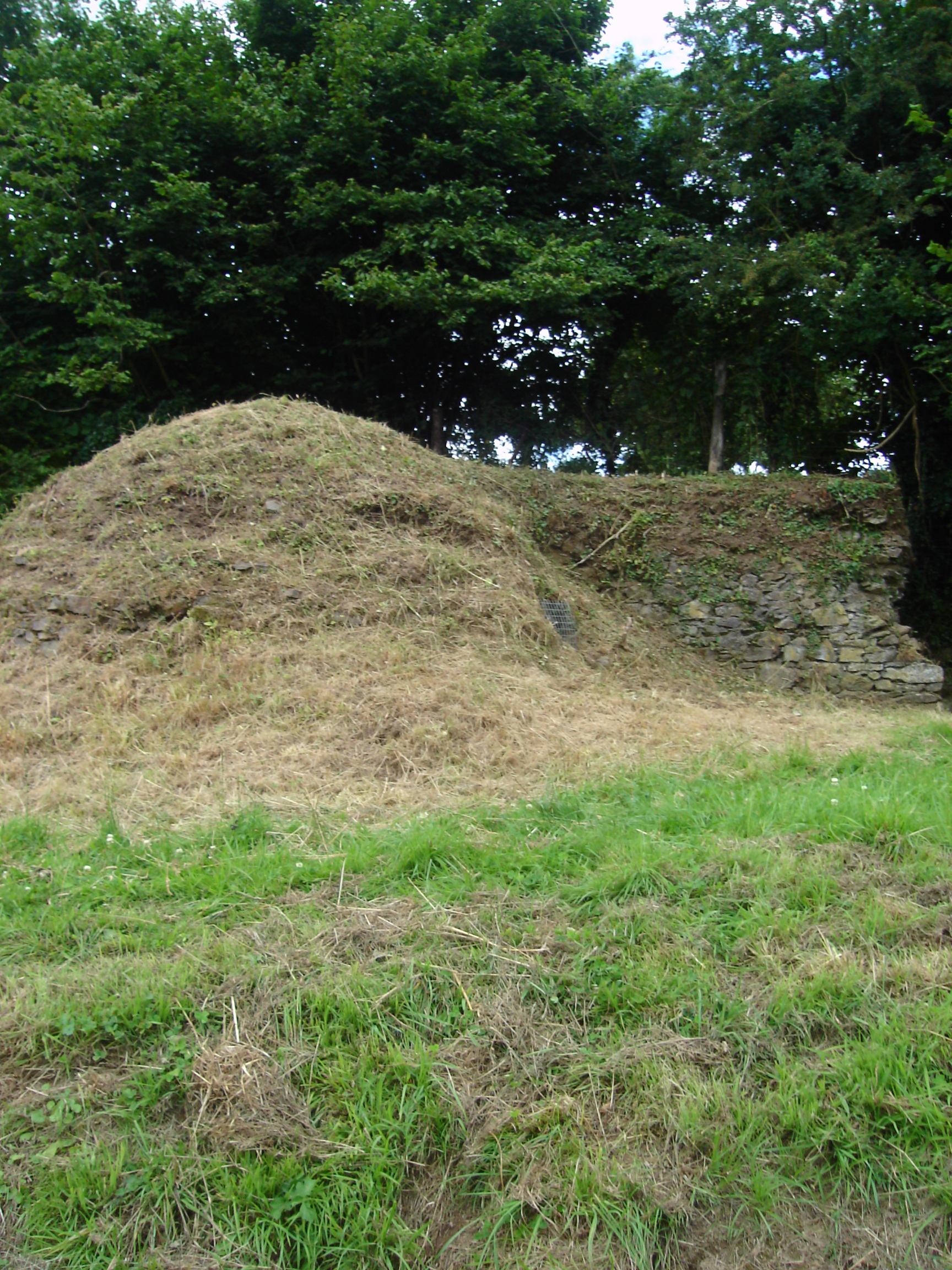
Vue extérieure de la Glacière du Parc médiéval de l'Évêque de Coutances.

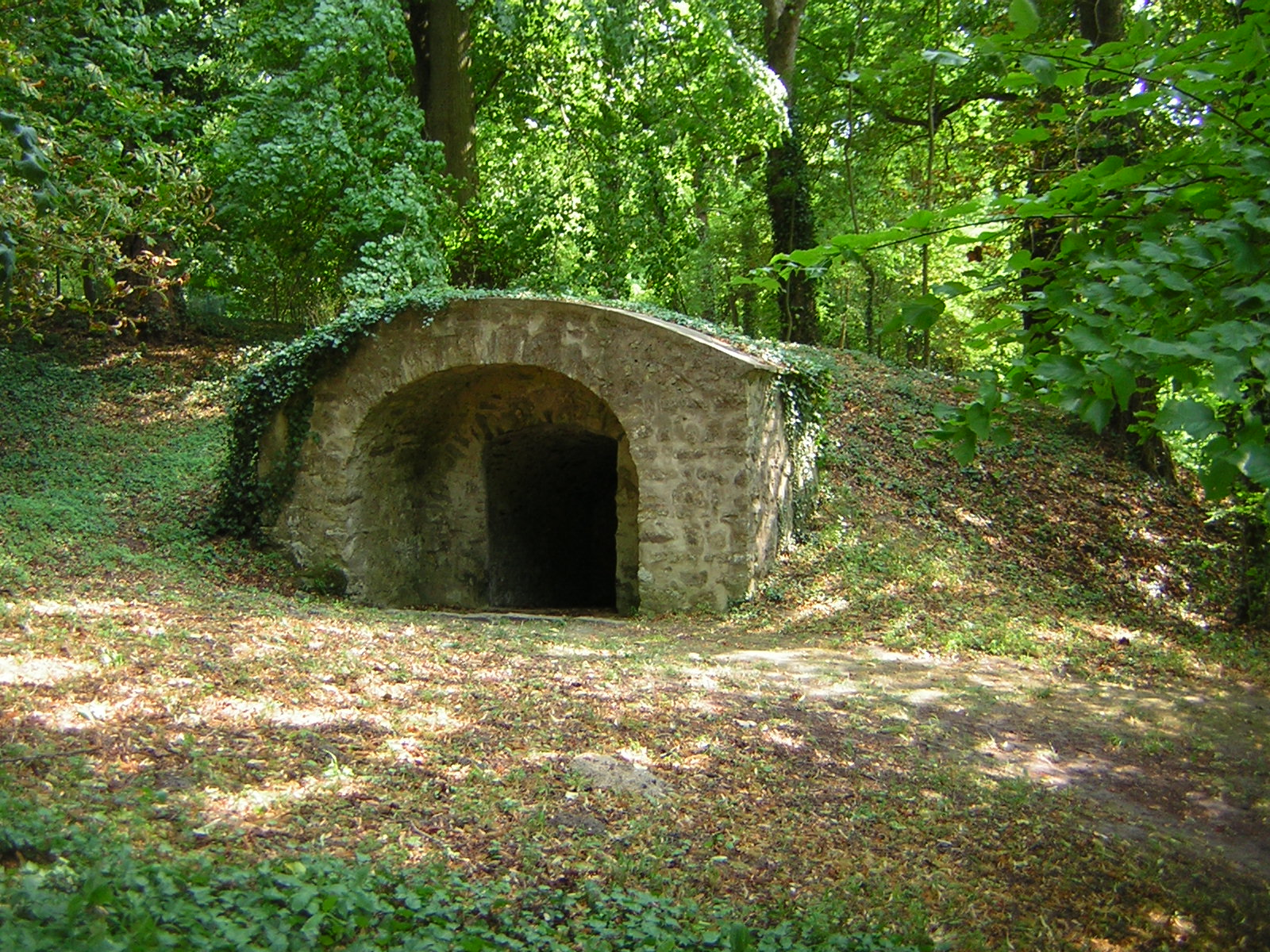
Glacière du château d'Ermenonville, dans le parc Jean-Jacques-Rousseau.

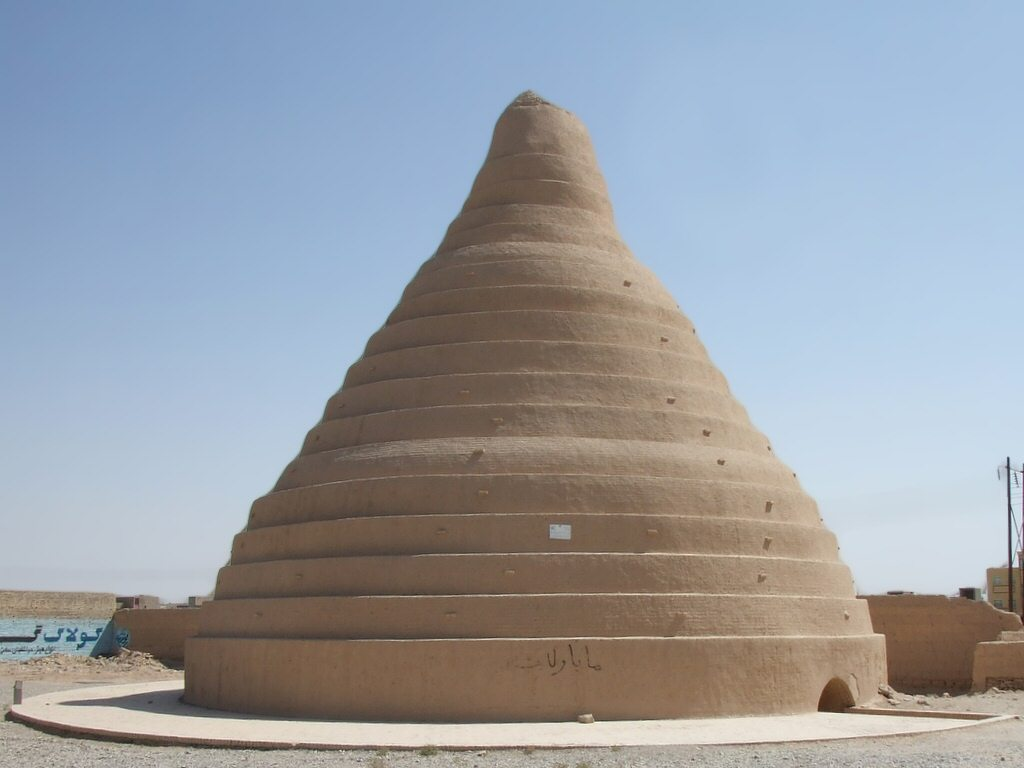
Yakhchal dans la province de Yazd.

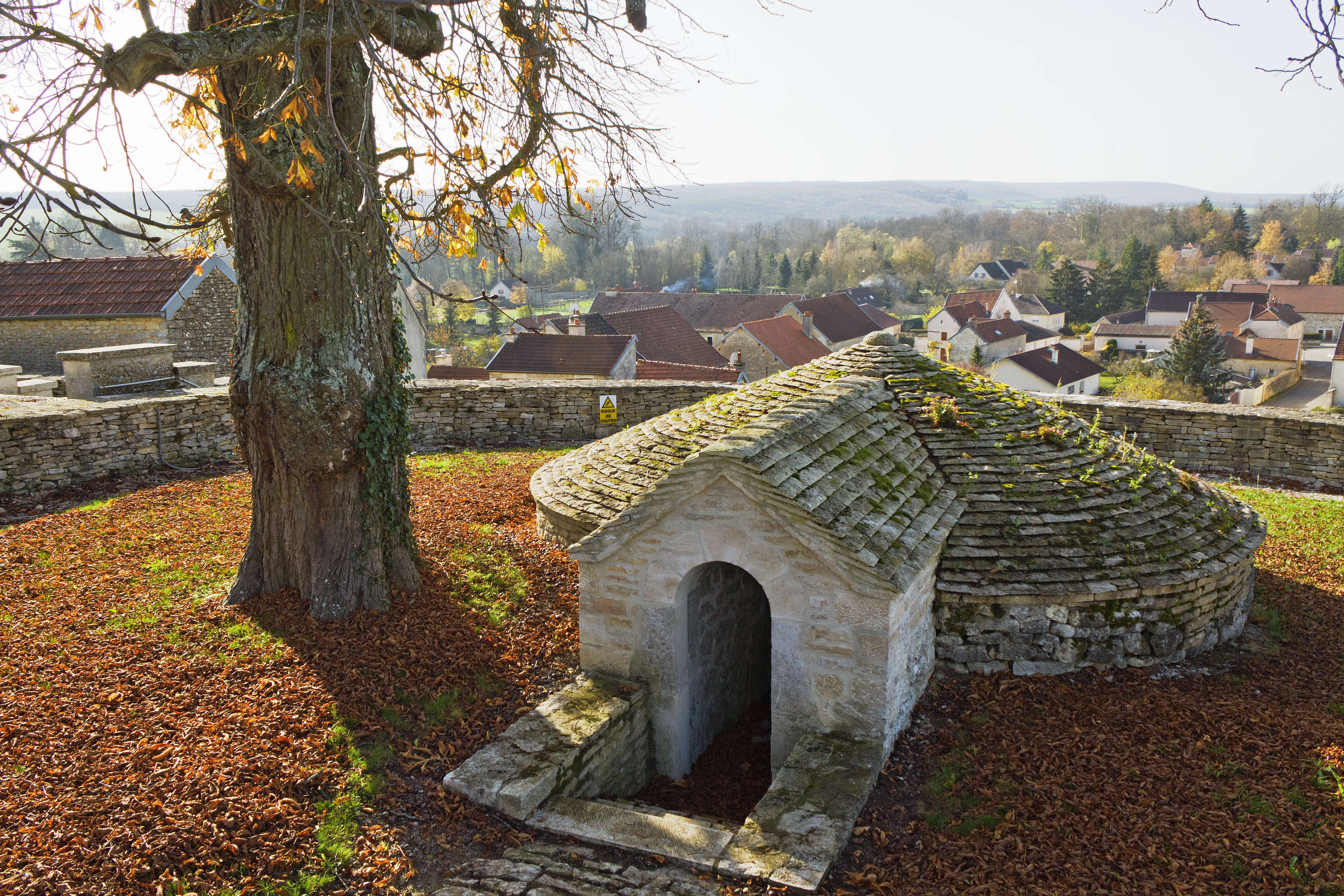
Glacière enterrée de Diénay.

Autrefois, un trou dans le sol rempli de neige faisait office de glacière. Ainsi, en Russie, les moujiks construisaient une sorte de petit abri couvert de chaume sous lequel une fosse remplie de glace ou de neige servait de garde-manger.
En Iran, de telles installations, les yakhchals, furent utilisées de manière répandue.
En France, les glacières privées ou publiques mises en fermage se sont développées notamment au XVIIe siècle encadrées par le privilège national de la Glace promulgué par Louis XIV en 1659 (par exemple, les glacières du Ventoux en Provence, ou de l'Hérault).
En Europe, de nombreux châteaux étaient équipés d'installations spéciales pour la conservation de la glace jusqu'à la fin du XIXe siècle. Il s'agissait de grandes pièces enterrées, ou bien de vastes puits, dans lesquelles on entassait de la glace récoltée sur les plans d'eau en hiver. La fosse était généralement construite plein nord, chapeautée par un ouvrage maçonné, lui-même recouvert d'un monticule de terre pour une meilleure isolation. Dans la fosse, la glace était isolée du sol et de l'air extérieur par de la paille et des branchages. Pour réduire la circulation d'air, des seaux d'eau étaient régulièrement ajoutés, l'eau en coulant se solidifiait et permettait de combler les vides. L'eau de fonte était collectée dans une excavation aménagée en partie basse du puits pour faciliter son élimination. La grande glacière du château de Chantilly faisait 9,25 mètres de diamètre et 11 mètres de profondeur, la fonte naturelle pouvait représenter jusqu'à cinq cents kilogrammes de glace par jour, mais elle pouvait en contenir six cents tonnes. Cela constituait donc une réserve utilisable plusieurs années. La glace ainsi disponible permettait de rafraîchir mets et boissons et de confectionner des glaces et sorbets tout au long de l'année.
C'est à partir du XIXe siècle que la brasserie fit un large usage de glacières afin de pouvoir non seulement conserver la bière, mais aussi et surtout, la fabriquer à partir de la fermentation basse.
Des expériences ont été réalisées aux États-Unis à la fin du XXe siècle pour accumuler du froid pendant l'hiver dans le but de s'en servir pour climatiser des bâtiments en été. L'expérience la plus connue est celle de la Princeton ice pond, en 1981, par Theodore Taylor. Il convainquit la Prudential Financial d'utiliser le système pour un plus grand bâtiment. La gestion délicate de ce genre d'installation est un frein important à son développement,.
La seule structure en Europe qui retrace cette "histoire" est le musée de la Glace à Mazaugues (83), au pied du massif de la Sainte-Baume. Le visiteur y est amené à remonter le temps et à étudier les différentes manières d'exploiter, commercialiser et utiliser la glace depuis des millénaires, et dans le monde entier. La plus grande glacière de la Sainte-Baume est la glacière de Pivaut, où des visites guidées sont proposées. Ce bâtiment d'un diamètre de dix-neuf mètres a vingt-cinq mètres de profondeur.
Des glacières ont aussi été construites dans des ports de pêche pour les besoins en glace des pêcheurs : par exemple la glacière d'Étel.

## Meuble glacière

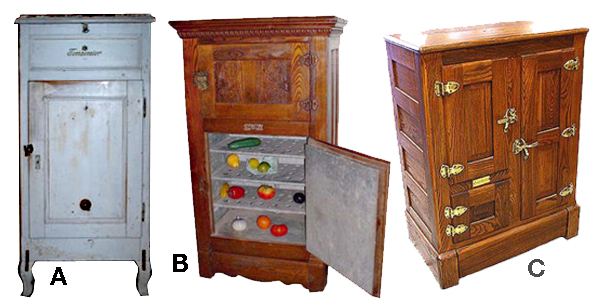
Trois glacières.

Dans la deuxième partie du XIXe siècle, avant l'invention du réfrigérateur, les glacières étaient un meuble en deux parties. La partie du haut recevait un gros morceau de glace qui était changé tous les trois ou quatre jours. La partie du bas permettait de conserver au froid des aliments.
Avant l'invention des congélateurs, la glace était récoltée l'hiver, ou dans des glaciers d'altitude, puis stockée dans des glacières naturelles, ou des entrepôts, isolés par de la sciure de bois ou de la paille. Après la mise au point des machines frigorifiques à vapeur ou à pétrole, comme celles de l'Allemand Carl von Linde en 1877, ces entrepôts furent convertis en fabriques de glace pour les saisons chaudes.

## Glacières mobiles

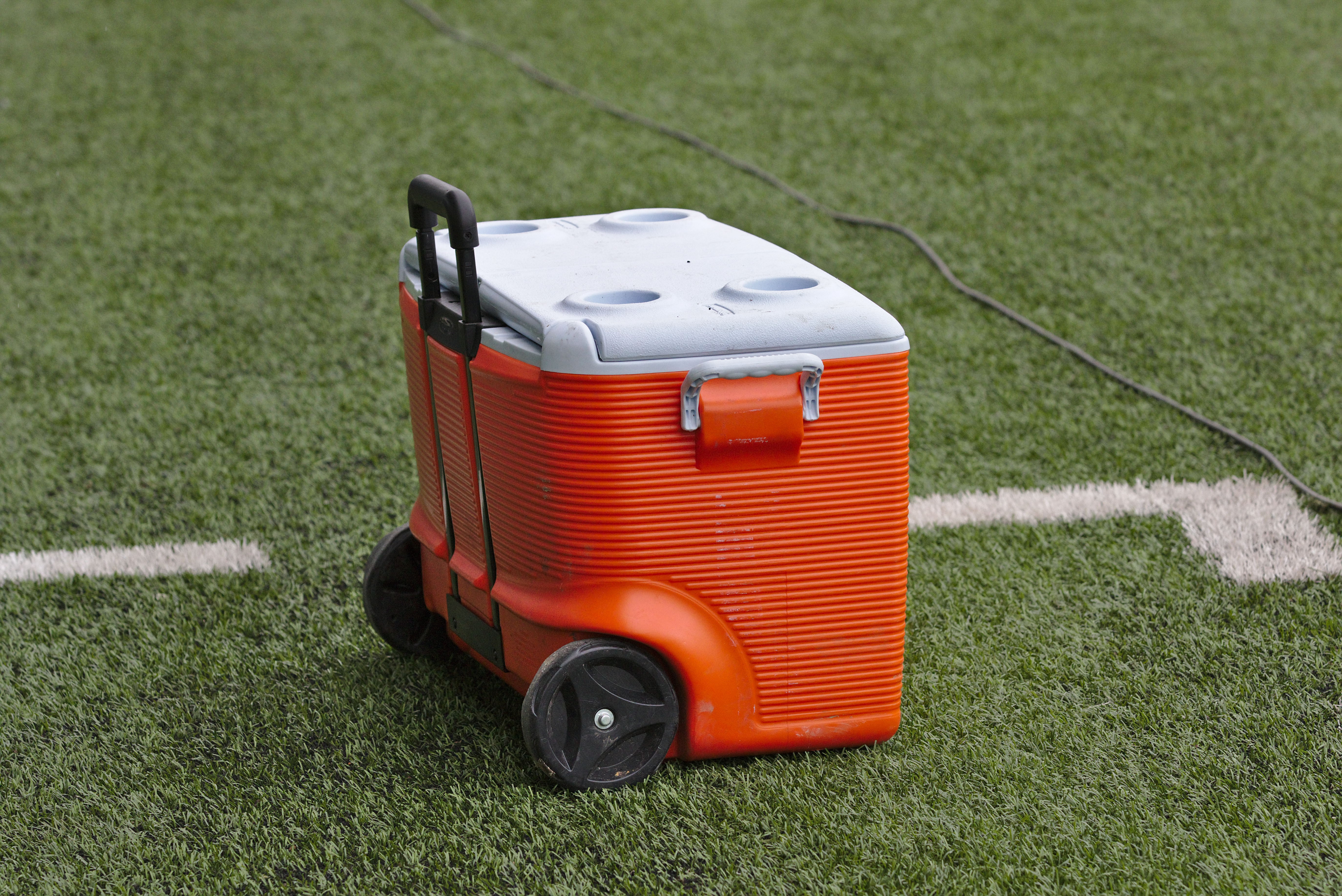
Glacière mobile.

### Glacière passive
Contrairement à un réfrigérateur, une glacière est passive : on doit y mettre de la glace au préalable. Le froid n'y est maintenu que jusqu'à ce que toute la glace ait fondu et atteint la température de l'air ambiant. La glace peut être avantageusement remplacée par d'autres produits à haute capacité calorifique préalablement refroidis (à température négative si possible) : il n'y a pas de risque d'envahissement par l'eau et, à volumes égaux, le froid est de plus longue durée.
Aujourd'hui, le terme désigne plus fréquemment des récipients portatifs aux parois isolantes utilisés, par exemple, pour faire de la randonnée ou lors de déplacements en voiture. Au lieu de glace, on utilise des accumulateurs de froid qui ont été refroidis préalablement dans un congélateur.

### Glacière électrique
Certaines glacières dites électriques s'apparentent davantage à de petits réfrigérateurs puisqu'un petit système électrique de réfrigération (très basse tension (12 volts) avec prise allume cigare) est incorporé, généralement dans le couvercle ; elles sont donc prévues pour être utilisées en association avec un véhicule automobile.
Au contraire d'un réfrigérateur, elles ne sont pas équipées d'un thermostat et remplissent une fonction plus simple que le maintien d'une température constante dans leur enceinte : elles assurent un écart de température entre l'intérieur et l'extérieur grâce à une pompe à chaleur à effet Peltier.